# Liste der Kulturdenkmale in Linda (Brand-Erbisdorf)
In der Liste der Kulturdenkmale in Linda sind die Kulturdenkmale des Brand-Erbisdorfer Ortsteils Linda verzeichnet, die bis August 2022 vom Landesamt für Denkmalpflege Sachsen erfasst wurden (ohne archäologische Kulturdenkmale). Die Anmerkungen sind zu beachten.
Diese Aufzählung ist eine Teilmenge der Liste der Kulturdenkmale in Brand-Erbisdorf.

## Liste der Kulturdenkmale in Linda
| Bild                                    | Bezeichnung | Lage                                | Datierung                                                                                           | Beschreibung | ID       |
| --------------------------------------- | --- | ----------------------------------- | --------------------------------------------------------------------------------------------------- | --- | -------- |
| Direkt Bild zu diesem Denkmal hochladen | Wohnstallhaus | Dorfstraße 12 (Karte)               | 1. Hälfte 19. Jahrhundert                                                                           | Teil der alten Ortsstruktur, weitgehend original erhalten, von baugeschichtlicher Bedeutung, ortsbildprägend. Giebel massiv, größtenteils Winterfenster, Fenster in Originalgrößen, auch am Giebel. Das Grundstück wird bereits 1616 urkundlich erwähnt, wurde aber im Dreißigjährigen Krieg verwüstet. Besitzer des vermutlich in der 1. Hälfte des 19. Jahrhunderts erbauten Wohnstallhauses waren Schafmeister, Schuster, Bergleute, der Holzvoigt des Rittergutes und Gemeindevorstand Kunze. Zweigeschossiges ländliches Wohnhaus mit massivem Erdgeschoss und teilweise erhaltenem Fachwerk im Obergeschoss. Hausabschluss durch steiles Satteldach. Das Haus wurde mehrfach umgebaut, blieb jedoch trotzdem in seinem äußeren Erscheinungsbild weitgehend authentisch erhalten. Neben einem bau- und sozialgeschichtlichen Wert, kommt dem Haus vor allem eine ortsbildprägende Bedeutung zu. | 09208649 |
| Direkt Bild zu diesem Denkmal hochladen | Ehemalige Schule, heute Wohnhaus | Dorfstraße 21 (Karte)               | 1890–1891                                                                                           | Ortshistorische Bedeutung. 1890/91 neu erbaute Dorfschule an Stelle des ehemaligen Schulteils der Kapelle. Schlichter zweigeschossiger Massivbau mit Sockelgeschoss, abgeschlossen durch Satteldach mit originalem Uhrtürmchen, darauf Wetterfahne bezeichnet mit 1697 (nicht die Bauzeit der Schule, siehe Kapelle in der Dorfstraße 21a). Nach 2000 Umbau zu Wohnhaus, dabei äußerlich verändert. Der Denkmalwert ergibt sich aus der ortsgeschichtlichen Bedeutung als Dorfschule, die heute noch ablesbar ist. | 09208650 |
| Direkt Bild zu diesem Denkmal hochladen | Kapelle | Dorfstraße 21a (Karte)              | 1680–1689                                                                                           | Ortshistorische und bauhistorische Bedeutung. Kapelle, ehemals mit Schulteil. Schlichter Fachwerkbau, 1680–1689 erbaut, 1697 geweiht. 1871 wird der Schulteil des Fachwerkgebäudes durch einen Schulneubau ersetzt. 1892 Anbau eines Schulgebäudes, dafür drei Fachwerkachsen der Kapelle abgetragen. Seit 1994 umfassende Restaurierung. Über massivem Sockelgeschoss Fachwerk mit Lehmausfachung, Walmdach und hohe Korbbogenfenster mit Holzsprossen. Im Innern flachgedeckt, eingeschossig, umlaufende Holzemporen. Veränderter Kanzelaltar, über der schlichten Mensa ist der Kanzelkorb in die Emporenbrüstung eingefügt, dahinter eine kleine Orgel. Auf Grund der Seltenheit von Fachwerkkirchen in Mittelsachsen und des guten Originalzustandes kommt der Kapelle eine große baugeschichtliche Bedeutung zu. durch die Gestaltung und dominante Ortslage erlangt das Gebäude auch ortsbildprägende Bedeutung. | 09208654 |
| Direkt Bild zu diesem Denkmal hochladen | Kriegerdenkmal für die Gefallenen des Ersten Weltkrieges | Dorfstraße 21b (Karte)              | 1922                                                                                                | Ortshistorische Bedeutung. 1922 errichtetes Kriegerdenkmal für die im Ersten Weltkrieg gefallene Gemeindeangehörige. Auf getrepptem Sockel steinerne Stele mit eingemeißelter Inschrift und Eisernen Kreuzen. Das Denkmal wird flankiert von zwei einfachen Gedenksteinen für Gefallene des Zweiten Weltkrieges. Dem Denkmal kommt vor allem eine ortshistorische Bedeutung zu. | 09208661 |
| Direkt Bild zu diesem Denkmal hochladen | Wohnstallhaus | Dorfstraße 28 (Karte)               | Um 1834                                                                                             | Zeit- und landschaftstypischer Bau von baugeschichtlicher und ortsbildprägender Bedeutung, Erdgeschoss massiv. Dominant stehendes Wohnstallhaus einer Gartennahrung (Groß- oder Dreschgarten), vermutlich nach Brand des Vorgängerbaus nach 1834 wieder aufgebaut. Zweigeschossiger Bau über längsrechteckigem Grundriss. Über beiden Türen im Erdgeschoss profilierte Türstürze. Obergeschoss teilweise Fachwerk, teils verputzt. Abschluss durch steiles Satteldach. Giebelseitig schließt sich ein Scheunenanbau mit Remise und Lagerraum an, vermutlich zeitgleich mit dem Wohnhaus erbaut. Das Haus weist nur unwesentliche bauliche Veränderungen auf, so dass die regionaltypische Bauweise ländlicher Wohn- und Wirtschaftsgebäude des 18. und 19. Jahrhunderts exemplarisch dokumentiert wird. Der Denkmalwert ergibt sich somit aus der baugeschichtlichen Bedeutung. Durch die dominante Lage im Ort erlangt das Gebäude auch einen ortsbildprägenden Wert. | 09208655 |
| Direkt Bild zu diesem Denkmal hochladen | Wohnstallhaus eines Bauernhofes (Einhufengut) | Dorfstraße 56 (Karte)               | 2. Hälfte 18. Jahrhundert                                                                           | Zeit- und landschaftstypischer Bau, originale Fenstergrößen und Fenster. Seit 1617 urkundlich belegt. Während des Dreißigjährigen Krieges zerstört, danach 19 Jahre brach liegend. Urkundlich sind zahlreiche Besitzerwechsel nachweisbar, darunter im Jahr 1758, 1772, 1805 und 1838. Nach dem Baubefund zu urteilen, könnte die Erbauungszeit des Wohnstallhauses im Zusammenhang mit dem Besitzwechsel 1758, eventuell auch 1772 stehen. Urkundlich ist die Bauzeit nicht belegt. Das typische Wohnstallhaus ist in gutem Originalzustand überliefert. Über längsrechteckigem Grundriss erhebt sich der zweigeschossige, gut proportionierte Bau mit massivem Erdgeschoss und verbrettertem Fachwerk im Obergeschoss. Die Fensteröffnungen sind relativ klein und regelmäßig angeordnet. Es ist davon auszugehen, dass die Fachwerkkonstruktion weitgehend bauzeitlich überliefert ist. Abgeschlossen wird das ortsbildprägende Gebäude durch ein steiles Satteldach. Durch seine Authentizität wird eindrucksvoll das ländliche Bauhandwerk des 18. Jahrhunderts dokumentiert, woraus sich die baugeschichtliche Bedeutung des Hauses ableitet. | 09208656 |
| Direkt Bild zu diesem Denkmal hochladen | Wohnstallhaus | Dorfstraße 64 (Karte)               | 1798                                                                                                | Obergeschoss Fachwerk, Teil der alten Ortsstruktur von baugeschichtlichem und ortsbildprägendem Wert. 1798 auf Gemeindeland vermutlich als Wohnhaus mit Stall erbaut. Langjährig von Bergmännern und deren Familien bewohnt. Nach 1993 denkmalgerecht saniert. Wahrscheinlich dem Typ nach als Wohnstallhaus errichtet. Markantes Fachwerkhaus mit massivem Erdgeschoss, heute mit zwei Eingangstüren, Obergeschoss regelmäßiges bauzeitliches Fachwerk, abgeschlossen durch steiles Satteldach. Das Haus beeindruckt durch seinen guten Originalzustand. Auch die sorgsame denkmalgerechte Sanierung trug dazu bei, dass das ursprüngliche Erscheinungsbild des Hauses gewahrt wurde. Hierdurch wird es zum Denkmal ländlichen Bauens des ausgehenden 18. Jahrhunderts und erhält baugeschichtliche Bedeutung. Durch die dominante Lage im Ort ergibt sich der Denkmalwert auch aus der Bedeutung des Hauses für das Ortsbild. | 09208652 |
| Direkt Bild zu diesem Denkmal hochladen | Ehemaliges Wohnstallhaus eines Vierseithofes (1½ Hufengut) | Dorfstraße 66 (Karte)               | Anfang 19. Jahrhundert                                                                              | Zeit- und landschaftstypische Bedeutung, von baugeschichtlicher Bedeutung. Erstmals 1617 erwähnt, seit 1763 im Besitz der Familie Pomsel, welche auch vermutlich das Wohnstallhaus in der 2. Hälfte des 18. Jahrhunderts erbauten. Das Wohnstallhaus war Bestandteil eines 1½ Hufengutes. Die Seitengebäude sind teils nicht mehr erhalten. Zweigeschossiges Gebäude über längsrechteckigem Grundriss mit massivem Erdgeschoss und verbrettertem Fachwerk im Obergeschoss, abgeschlossen durch ein steiles Satteldach. Am Gebäude wurden marginale Bauveränderungen vorgenommen, die jedoch das äußerliche Erscheinungsbild kaum beeinträchtigten. Damit ist das Haus ein Beispiel ländlichen Bauhandwerks des ausgehenden 18. Jahrhunderts und somit baugeschichtlich von Bedeutung. | 09208653 |
| Direkt Bild zu diesem Denkmal hochladen | Steinbogenbrücke | Fürstenweg (Karte)                  | 19. Jahrhundert                                                                                     | Verkehrshistorische Bedeutung. Einjochige Steinbogenbrücke, vermutlich im 1. Drittel des 19. Jahrhunderts erbaut. Für diese Zeit typisches Brückenbauwerk zur Überführung kleinerer Wege und Straßen mit großer Authentizität. Der Denkmalwert ergibt sich aus der baugeschichtlichen und ortsgeschichtlichen Bedeutung. | 09208598 |
| Direkt Bild zu diesem Denkmal hochladen | Sachgesamtheitsbestandteil der Sachgesamtheit Brander Revier mit Bergbauanlagen sowie bergbauwasserwirtschaftliche Anlagen im Ortsteil Linda                                                                                            | Lochmühlenweg (Mittelweg 6) (Karte) | 1790 (Huthaus)                                                                                      | Sachgesamtheitsbestandteil der Sachgesamtheit Brander Revier: Bergbauanlagen sowie bergbauwasserwirtschaftliche Anlagen im Gemeindegebiet von Brand-Erbisdorf und den zugehörigen Ortsteilen Himmelsfürst, Langenau, Linda und St. Michaelis; als obertägige Zeugnisse des bedeutenden Erzbergbaus im Brander Revier von orts- und bergbauhistorischer sowie landschaftsbildprägender Bedeutung, seit 2019 teilweise zugehörig zur Kernzone des UNESCO-Welterbes Montanregion Erzgebirge/Krušnohoří | 09208597 |
| Direkt Bild zu diesem Denkmal hochladen | Sieben Planeten Kunstgraben mit Röschenmundloch, Reste einer Radstube auf dem Sieben Planeten Kunstschacht sowie Weißhaldner Stolln mitsamt Stollnmundloch und Abzugsgraben (Einzeldenkmale der Sachgesamtheiten 09208597 und 09208604) | Mittelweg 6 (Karte)                 | 1790/1791                                                                                           | Einzeldenkmale der Sachgesamtheit Brander Revier; von bergbaugeschichtlicher, ortsgeschichtlicher sowie landschaftsbildprägender Bedeutung | 09304886 |
| Direkt Bild zu diesem Denkmal hochladen | Stollnmundloch mit vorgelagerter Halde und Wasserabzugsgraben des Neuer Segen Gottes Stolln (Einzeldenkmale der Sachgesamtheiten 09208597 und 09208604)                                                                                 | Zum Segen Gottes (Karte)            | Bezeichnet mit 1817                                                                                 | Einzeldenkmale der Sachgesamtheit Brander Revier; von bergbau- und ortshistorischer Bedeutung | 09208658 |
| Direkt Bild zu diesem Denkmal hochladen | Kriegerdenkmal des Zweiten Weltkrieges und Grab eines polnischen Soldaten ukrainischer Nationalität | Zum Segen Gottes (Karte)            | Nach 1945                                                                                           | Von ortshistorischer und geschichtlicher Bedeutung. Schlichtes Holzkreuz zur Erinnerung an die im Zweiten Weltkrieg gefallenen Soldaten aus Linda sowie Grabmal für einen ukrainisch-polnischen Soldaten, beides Erinnerungsmale an den Zweiten Weltkrieg. Der Denkmalwert ergibt sich aus der geschichtlichen Bedeutung. | 09208730 |
| Weitere Bilder                          | Stollnmundloch des Thelersberger Stolln mit vorgelagerter Halde, Röschenmundloch, Wasserabzugsanlage aus Kanal und Rösche, Kunstgraben und einfacher Bogenbrücke (Einzeldenkmale der Sachgesamtheiten 09208597 und 09208604)            | Zur Schrödermühle (Karte)           | 1526–1850 (Thelersberger Stolln); 1838 (Stollen- und Röschenmundloch); bezeichnet mit 1840 (Brücke) | Einzeldenkmale der Sachgesamtheit Brander Revier; repräsentativ und aufwändig gestaltetes Stollenmundloch mit hoher Futtermauer aus Bruchstein sowie verwittertem Schlussstein mit Krone, daneben gemauerte Treppe zur Straße, aufwendige Wasserabzugsanlage mit Kunstgraben- und Striegisanschluss, von bergbau- und ortshistorischer Bedeutung | 09208657 |

## Tabellenlegende
- Bild: Bild des Kulturdenkmals, ggf. zusätzlich mit einem Link zu weiteren Fotos des Kulturdenkmals im Medienarchiv Wikimedia Commons. Wenn man auf das Kamerasymbol klickt, können Fotos zu Kulturdenkmalen aus dieser Liste hochgeladen werden:
- Bezeichnung: Denkmalgeschützte Objekte und ggf. Bauwerksname des Kulturdenkmals
- Lage: Straßenname und Hausnummer oder Flurstücknummer des Kulturdenkmals. Die Grundsortierung der Liste erfolgt nach dieser Adresse. Der Link (Karte) führt zu verschiedenen Kartendiensten mit der Position des Kulturdenkmals. Fehlt dieser Link, wurden die Koordinaten noch nicht eingetragen. Sind diese bekannt, können sie über ein Tool mit einer Kartenansicht einfach nachgetragen werden. In dieser Kartenansicht sind Kulturdenkmale ohne Koordinaten mit einem roten bzw. orangen Marker dargestellt und können durch Verschieben auf die richtige Position in der Karte mit Koordinaten versehen werden. Kulturdenkmale ohne Bild sind an einem blauen bzw. roten Marker erkennbar.
- Datierung: Baubeginn, Fertigstellung, Datum der Erstnennung oder grobe zeitliche Einordnung entsprechend des Eintrags in der sächsischen Denkmaldatenbank
- Beschreibung: Kurzcharakteristik des Kulturdenkmals entsprechend des Eintrags in der sächsischen Denkmaldatenbank, ggf. ergänzt durch die dort nur selten veröffentlichten Erfassungstexte oder zusätzliche Informationen
- ID: Vom Landesamt für Denkmalpflege Sachsen vergebene, das Kulturdenkmal eindeutig identifizierende Objekt-Nummer. Der Link führt zum PDF-Denkmaldokument des Landesamtes für Denkmalpflege Sachsen. Bei ehemaligen Kulturdenkmalen können die Objektnummern unbekannt sein und deshalb fehlen bzw. die Links von aus der Datenbank entfernten Objektnummern ins Leere führen. Ein ggf. vorhandenes Icon  führt zu den Angaben des Kulturdenkmals bei Wikidata.

## Ausführliche Denkmaltexte
1. ↑  Sachgesamtheitsbestandteile der Sachgesamtheit „Brander Revier“ im Ortsteil Linda:

Auf der Gemarkung Linda haben sich einige obertägig sichtbare Zeugnisse des einst sehr regen Bergbaus im Brander Revier erhalten (siehe hierzu auch die geschichtliche Einordnung in 09208604). Zu diesen Zeugnissen gehören – neben dem Ensemble um das Mundloch des für die Entwässerung der Brander Gruben überaus bedeutenden Thelersberger Stolln – vor allem Halden, Röschen- und Stollnmundlöcher sowie Kunstgräben, die zuletzt der südlich gelegenen Sieben Planeten Fundgrube angehörten, die ab 1783 Beilehn der benachbarten und bekannteren Himmelsfürst Fundgrube war (vgl. 09304886).
  - Einzeldenkmale der Sachgesamtheit „Brander Revier“ im Ortsteil Linda:
    - Thelersberger Stolln: Stollnmundloch mit vorgelagerter Halde, Röschenmundloch, Wasserabzugsanlage aus Kanal und Rösche, Kunstgraben und einfacher Bogenbrücke (Zur Schrödermühle, 09208657)
    - Neuer Segen Gottes Stolln: Stollnmundloch mit vorgelagerter Halde und Wasserabzugsgraben (Zum Segen Gottes, 09208658)
    - Sieben Planeten Fundgrube: Sieben Planeten Kunstgraben mit Röschenmundloch, Reste einer Radstube auf dem Sieben Planeten Kunstschacht sowie Röschenmundloch des Weißhaldner Stolln mitsamt Abzugsgraben (Mittelweg 6, 09304886). Grube Sieben Planeten von 1678 bis 1721 Zubußgrube, 1783 Beilehn der Grube Himmelsfürst, mit Investitionen von über 100.000 Talern modernisiert: u. a. Anlagen zur Wasserhaltung und Förderung, der Bau neuer Tagesgebäude, Ausbau der Grubenanlage nicht rentiert. Kunstgraben führte Aufschlagwasser zum Kunstschacht der Sieben-Planeten-Fundgrube, nur noch zum Teil erhalten (Quelle: MontE-Datenbank).

  - Sachgesamtheitsteile der Sachgesamtheit „Brander Revier“ im Ortsteil Linda: Zu den Sachgesamtheitsteilen gehören die Halden und Pingen auf der Gemarkung Linda, von denen einige den unterirdischen Verlauf des Thelersberger Stolln bzw. des unbedeutenderen Junger David zu Sachsen Stolln markieren, der größte Teil aber die Ausdehnung des einstigen Grubenfeldes der Sieben Planeten Fundgrube mitsamt zugehörigem Entwässerungsstolln, dem Sieben Planeten Erbstolln, sichtbar werden lassen. Sie sind damit nicht nur von bergbaugeschichtlicher Bedeutung, sondern zudem – als auffälligste Teile der vorliegenden Bergbaufolgelandschaft – von landschaftsbildprägender Bedeutung. Dem ehemaligen Huthaus der Fundgrube kommt aufgrund seiner weitgehenden baulichen Rekonstruktion kein Einzeldenkmalstatus zu, es ist jedoch weiterhin ein wichtiger Bestandteil der Sachgesamtheit. Zusammen mit der unmittelbar benachbarten Halde des Hauptschachtes mit teilweise erhaltener Radstube (09304886) stellt es das letzte Zeugnis der zentralen obertägigen Anlagen der Grube dar und ist aufgrund seiner Kubatur und Gestaltung als authentisch wirkende Teilrekonstruktion weiterhin von landschaftsbildprägender Bedeutung.
  - Halden und Pingen im Ortsteil Linda: Die Nummerierung der Halden, die Bestandteile der Sachgesamtheit und keine Einzeldenkmale sind, erfolgte in der Denkmalkartierung zeilenweise pro Planquadrat (hier A1 bis E5). Halden, die im Ensemble mit weiteren baulichen Denkmalen bestehen, werden als Einzeldenkmale nicht in der nachfolgenden Auflistung verzeichnet, sondern sind über die jeweilige Straße sowie ggf. die Hausnummer des zugehörigen Baudenkmals verortet. Für die Einordnung der Halden wurden neben der bisherigen Denkmalkartierung auf Grundlage von Beyer 1995 vor allem zwei aktuelle Karten zum Bergbaurevier Brand-Erbisdorf von 1990 und 2008 sowie mehrere historische Grubenrisse verwendet, darunter eine Karte von Freiberg und Umgebung mit Bezeichnung der Stollen und Mundlöcher von 1866 sowie zwei Grubenrisse von Stollen im Freiberger Revier von 1792 und 1804.
    - F1: 
      - 1 Halde eines Tageschachts auf den Junger David zu Sachsen Stolln auf einem unbenannten Spatgang, Flurstück 97/3 (Beyer 1995: 1)

    - F2:
      - 2 Pinge des Schützen Schachts auf den Thelersberger Stolln, Flurstück 97/3 (Beyer 1995: 4)
      - 3 Halde/Pinge des Kuh Schachts auf den Thelersberger Stolln, Flurstück 97/3 (Beyer 1995: 5)

    - C3:
      - 4 Halde des Sieben Planeten Roßkunstschachts auf den Sieben Planeten Erbstolln, zur Sieben Planeten Fundgrube gehörig, Flurstück 408 (Beyer 1995: 15)

    - D3:
      - 5 Halde des Sieben Planeten Tageschachts auf den Sieben Planeten Erbstolln, zur Sieben Planeten Fundgrube gehörig, Flurstück 399 (Beyer 1995: 14)
      - 6      Halde eines Tageschachts auf den Hayn Spat und den Fichte Flacher, zur Sieben Planeten Fundgrube gehörig, Flurstück 390
      - 7      Halde eines Tageschachts auf den Sieben Planeten Erbstolln auf dem Schönberger (auch: Weißhaldner) Stehenden, zur Sieben Planeten Fundgrube gehörig, Flurstück 389 (Beyer 1995: 13)

    - E3:
      - 8      Halde des Hayn Schachtes auf den Sieben Planeten Erbstolln auf dem Hayn Spat, zur Sieben Planeten Fundgrube gehörig, Flurstück 389 (Beyer 1995: 12)
      - 9       Halde eines Tageschachtes auf den Sieben Planeten Erbstolln, zur Sieben Planeten Fundgrube gehörig, Flurstück 388 (Beyer 1995: 11)
      - 10      Halde eines Tageschachtes auf den Sieben Planeten Erbstolln, zur Sieben Planeten Fundgrube gehörig, Flurstück 388 (Beyer 1995: 10)
      - 11      Halde des Haupt Schachtes auf den Sieben Planeten Erbstolln, zur Sieben Planeten Fundgrube gehörig, Flurstücke 386, 387 (Beyer 1995: 9)

    - F3:
      - 12 Pinge eines Tageschachts auf den Thelersberger Stolln, Flurstück 97/3 (Beyer 1995: 6)

    - D4:
      - 13 Halde des Kraut Schachtes auf den Sieben Planeten Erbstolln auf dem Schönberger (auch: Weißhaldner) Stehenden, zur Sieben Planeten Fundgrube gehörig, Flurstück 62 (Beyer 1995: 16)

    - D5:
      - 14 Halde eines Tageschachts auf den Anton (auch: Alexander) Spat und Theodor Stehenden, zur Sieben Planeten Fundgrube gehörig, Flurstück 249  (Beyer 1995: 19)

    - E5:
      - 15 Halde des Sieben Planeten Kunstschachtes auf dem Weißhaldner (auch: Schönberger) Stehenden, zur Sieben Planeten Fundgrube gehörig, Flurstück 249 (Beyer 1995: 18)
2. ↑  Sieben Planeten Fundgrube:
Die 1663 aufgenommene Sieben Planeten Fundgrube blieb zwischen 1678 und 1721 eine reine Zubußzeche und konnte auch ab 1783 als Beilehn der benachbarten, ertragreichen Himmelsfürst Fundgrube (vgl. 09208116) die in sie gesetzten Hoffnungen nicht erfüllen. Trotz der umfangreichen Investitionen zur Modernisierung der Förder- und Wasserhaltungsanlagen sowie zum Bau neuer Tagegebäude blieben die erhofften Silberausbeuten aus. So wurde 1790 zunächst ein neues Huthaus mit Bergschmiede errichtet und 1790 bis 1791 ein neuer Kunstschacht abgeteuft. Dieser erhielt zudem ein Kunstgezeug, das mit Aufschlagwasser aus dem ebenfalls zwischen 1790/91 erbauten Sieben Planeten Kunstgraben zwischen der Lochmühle auf Langenauer Flur (vgl. 08991254) und dem Sieben Planeten Kunstschacht versorgt wurde. Als Abzugsrösche diente der Weißhaldner Stolln, der vom Kunstschacht zur Striegis führte. 1797 wurde der tiefere Neuer Segen Gottes Stolln (der Sieben Planeten Erbstolln, vgl. 09208658) zur Entwässerung in die Sieben Planeten Fundgrube eingebracht und erleichterte damit die Wasserhaltung in den Grubenbauen. Ende des 19. Jahrhunderts gab man die Sieben Planeten Fundgrube schließlich auf, suchte in der Folgezeit jedoch noch einige Male nach Erzvorkommen in den zugehörigen Grubenbauen.

Zu den obertägig erhaltenen, bedeutenderen Zeugnissen der Sieben Planeten Fundgrube gehören der als Geländestufe sichtbare Sieben Planeten Kunstgraben mitsamt dem elliptisch gemauerten Mundloch der sich anschließenden Aufschlagrösche an der Kreuzung von Kunstgraben und Lochmühlenweg, weiterhin die Reste der über diese Rösche beaufschlagten, teils freigelegten Radstube im Haldenkörper des Sieben Planeten Kunstschachtes sowie die zugehörige Abzugsrösche (auch als Weißhaldner Stolln bezeichnet, vgl. Spezialriss von 1828) mitsamt Mundloch und nachfolgendem Abzugsgraben zur Striegis.

Das weitgehend rekonstruierte Huthaus hingegen sowie die teilweise durch Erdarbeiten beeinträchtigte Halde des Sieben Planeten Kunstschachtes sind als Teile der Sachgesamtheit „Brander Revier“ erfasst (vgl. 09208597).

Diese Anlagen sind von orts- sowie von bergbaugeschichtlicher Bedeutung. So zeugen sie von den über einen langen Zeitraum hinweg betriebenen Anstrengungen des Silbererzbergbaus im Brander Revier und – vor allem im Vergleich mit der nahegelegenen Himmelsfürst Fundgrube – von den allgegenwärtigen Unwägbarkeiten. Zwischen 1783 und 1827 investierte die Himmelsfürst Fundgrube insgesamt 117.785 Thaler in ihr Beilehn, erzielte aber durch den Verkauf des in dieser Zeit geförderten Erzes lediglich 12.639 Thaler an Einnahmen (vgl. Wagenbreth/Wächtler 1986, S. 231). Dies steht in deutlichem Gegensatz zu der Himmelsfürst Fundgrube selbst, die als ertragsreichste Grube des sächsischen Erzbergbaus gilt und über einen Zeitraum von über 300 Jahren fast lückenlos Überschüsse abwarf. Auch zeigt die Anlage des Sieben Planeten Kunstgrabens, wie kostbar Aufschlagwasser zum Antrieb von Wasserrädern nicht nur für den Bergbau, sondern auch für Mühlen und andere Nutzer der Wasserkraft war, kam doch das Aufschlagwasser für Sieben Planeten ursprünglich von Himmelsfürst, um über einen Mühlgraben zunächst die Lochmühle zu beaufschlagen und nachfolgend erst über den Sieben Planeten Kunstgraben zum Kunstrad im Hauptschacht der Grube geführt zu werden. Dieser Kunstgraben besitzt damit als kleiner Teil eines wesentlich größeren Systems zur Speicherung und Weiterleitung von Aufschlagwasser für die Gruben des Freiberger Bergbaus auch einen großen bergbaugeschichtlichen Wert.

Er gehörte, im Gegensatz zum Thelersberger Stolln, nicht zu den Anlagen der fiskalischen Revierwasserlaufsanstalt (vgl. 08991218), sondern zu einem der sich anschließenden, lokal wirksamen Systeme, welche von den jeweiligen aufschlagwasserbedürftigen Grubenbetrieben in Eigenleistung angelegt wurden.

Das Huthaus der Sieben Planeten Fundgrube zeigte sich zum Zeitpunkt der Denkmalneuerfassung als zweigeschossiges Gebäude, das – einem Abbruch bis auf die bruchsteinernen Erdgeschossmauern folgend – nach historischem Vorbild wieder mit einem neuen Oberstockfachwerk und Dachwerk versehen wurde. Als weitgehender Kopie kommt dem Huthaus damit kein Einzeldenkmalstatus zu, bleibt jedoch weiterhin Bestandteil der Sachgesamtheit.
3. ↑  Stollnmundloch mit Halde und Wasserabzugsgraben des Neuer Segen Gottes Stolln:

Das gewölbte Mundloch des Neuer Segen Gottes Stolln mit Futtermauer und Gewände aus Bruchstein weist auf dem Schlussstein die Inschrift „Mundloch … Neuer Segen Gottes Stolln 1817“ auf. Eine kleine Abzugsrösche zweigt unter Tage vom Stollen ab und tritt unweit des Mundlochs in einem schmalen, gemauerten Abzugsgraben zutage, der in die Striegis mündet.

Der Neuer Segen Gottes Stolln, als Beilehn der Sieben Planeten Fundgrube auch als Sieben Planeten Erbstolln bezeichnet, wurde vermutlich bereits im 16. Jahrhundert begonnen, erlangte aber erst nach der Übernahme durch die Himmelsfürst Fundgrube größere Bedeutung als Wasserlösestollen. Die Fundgrube verlängerte den Stollen ab 1817 weiter in ihr Grubenfeld hinein, so dass dieser nicht nur das Grubenfeld der Sieben Planeten Fundgrube (vgl. 09208597) löste, sondern zusätzlich auch weitere wichtige Schächte in Linda und Himmelsfürst, wie etwa den Siegismund Schacht (erhaltene Halde Bestandteil der Sachgesamtheit „Brander Revier“, vgl. 09208116), den Albert Schacht (vgl. 09208666), den Franken Schacht im Jahr 1840 (vgl. 09208602) und den Glück auf Schacht (vgl. 08991313).

Zuvor wurde das Himmelsfürster Grubenfeld von dem etwa 21 Meter höher gelegenen Thelersberger Stolln (vgl. 09208657) entwässert, konnte das Grubenwasser aber nachfolgend über den Neuer Segen Gottes Stolln in größerer Tiefe und auf wesentlich kürzerem Wege abführen. Einschließlich seines Stollenflügels weist der Stollen eine vergleichsweise geringe Länge von ca. 6,6 Kilometern auf. Ab 1854 konnte Himmelsfürst in den noch tiefer gelegenen Moritzstolln entwässern, so dass der Neuer Segen Gottes Stolln in der Folgezeit an Bedeutung verlor. 1947 bis 1950 wurde er durch die SAG Wismut wieder gangbar gemacht und führte wieder Grubenwasser aus dem Westteil der Grube Himmelsfürst sowie aus der Notwasserhaltung des Glück auf Schachtes ab. Der Stolln diente damit auch dem Hochwasserschutz und entlastete den Rothschönberger Stolln. Als wichtiger Wasserlösestollen für die Gruben in Linda und Himmelsfürst hat der Neuer Segen Gottes Stolln eine orts- und vor allem bergbaugeschichtliche Bedeutung. Sein Mundloch mitsamt dem Wasserabzugsgraben sind – auch im Zusammenhang mit dem Thelersberger Stolln gesehen – obertägige Zeugnisse dieses für den Bergbau in größeren Teufen so wichtigen Entwässerungssystems und damit von großem Dokumentwert.

Stolln bereits im 16. Jahrhundert begonnen, erlangte seine Bedeutung nach Übernahme durch die Grube Himmelsfürst ab 1817, Grube verlängerte den Stolln in ihr Grubenfeld, wo er an die wichtigsten Schächte angeschlossen war: u. a. Sieben Planeten Schacht, Siegismund Schacht, Albert Schacht, Franken Schacht und Glückauf Schacht, Grubenfeld von Himmelsfürst wurde zuvor von dem Thelersberger Stolln als wichtigsten und tiefsten Stolln gelöst, auf kürzerem Weg in das Grubenfeld eingebrachte Neuer Segen Gottes Stolln entwässerte dieses, 1954–1969 diente der Stolln zur Wasserabführung. Länge: einschließlich Stollnflügel ca. 6,6 km, Stolleneingang mit Futtermauer und Gewände aus Bruchstein, Schlussstein mit Inschrift „Mundloch .... Neuer Segen Gottes Stolln 1817“ (Quelle: MontE-Datenbank).
4. ↑  Thelersberger Stolln:
 
Die heutige Stadt Brand-Erbisdorf entwickelte sich aus zwei Besiedlungskeimzellen, dem älteren um 1150 gegründeten Waldhufendorf Erbisdorf sowie dem um 1515 im Zuge des allgemeinen Aufschwungs erzgebirgischen Bergbaus als bergmännische Siedlung entstandenen Brand. Zahlreiche kleinere Gruben bildeten zunächst das sich hier entwickelnde Brander Revier, doch zwischen 1557 und 1570 erreichte man immer größere Teufen in den Gruben, die eine wirkungsvollere Wasserhaltung mit Kunstgezeugen notwendig machte. Für den Abzug des zum Antrieb der Kunstgezeuge herbeigeführten Aufschlagwassers sowie des gehobenen Grubenwassers trieb man Mitte des 15. Jahrhunderts einen ersten Wasserlösestollen für das Brander Revier, den Brandstolln, vor. Im 16. Jahrhundert wurde dieser Erbstolln dann von dem etwa 25 Meter tiefer aufgefahrenen Thelersberger Stolln abgelöst.

Für diesen wurde 1526 ein älterer Stollen neu aufgenommen und in Richtung Brand und Erbisdorf vorgetrieben. Der Thelersberger Stolln entwässerte eine Vielzahl von Gruben vor allem im Himmelsfürster Revier zwischen Erbisdorf und Langenau und entwickelte sich zum ausgedehntesten und bedeutendsten Entwässerungsstollen des Brander Reviers. So besaß der Stollen einschließlich seiner vielen Stollenflügel um 1800 eine Länge von etwa 55 Kilometern, obwohl sein Haupttrakt sich lediglich über knapp sieben Kilometer erstreckt. Er reicht dabei in nördlicher Richtung etwa bis zum Obergöpelschacht in Zug und bis zum Hospitalwald, in östlicher Richtung fast bis nach Berthelsdorf und in südlicher Richtung bis unter den Freiwald und unter die Oberlangenauer Pochwerksteiche. Auch befuhr etwa der sächsische Kurfürst August I. den Stollen. Eine Sandsteintafel, die zur Erinnerung an dieses Ereignis vom 3. März 1556 im Thelersberger Stolln angebracht war, befindet sich heute im Stadt- und Bergbaumuseum Freiberg. Als landesherrlicher Stollen war er zudem lange Zeit direkt der Freiberger Bergadministration sowie der späteren Revierwasserlaufsanstalt unterstellt.

Aufgrund der von Freiberg aus vorgetriebenen tieferen Wasserlösestollen verlor der Thelersberger Stolln seine herausragende Bedeutung im 19. Jahrhundert, wurde aber bis zur Einstellung des hiesigen Silberbergbaus weiterhin von der Revierwasserlaufsanstalt unterhalten. Die letzte Generalstollenbefahrung fand 1850 statt.

1954 wurde das verwahrloste Stollenmundloch durch die Kulturbund-Ortsgruppe Brand-Erbisdorf wieder instand gesetzt. Heute bemüht sich der Verein „Historischer Bergbau Brand-Erbisdorf“ e. V. um den Erhalt der Anlage.

Das Mundloch des Thelersberger Stolln befindet sich unterhalb der Straße zwischen Linda und Oberschöna und ist über eine gemauerte Treppe vom Straßenraum aus zu erreichen. Seine heutige gewölbte Form mit der hohen Futtermauer aus Bruchstein erhielt es erst 1838. Der verwitterte Schlussstein über dem Mundloch trug zu dieser Zeit neben der erhaltenen Krone auch die Inschrift „Mundloch des Königlich Thelersberger Stollns“. Dem Mundloch ist eine Halde vorgelagert. Etwas abseits befindet sich das ebenfalls gewölbt gemauerte Mundloch der Wasserabzugsrösche, die mit der Jahreszahl 1838 versehen ist. Sie zweigt unter Tage vom Stollen ab und mündet in einem gemauerten Kanal, über den das Grubenwasser in einen unterhalb verlaufenden Kunstgraben abfließt.

Der Kunstgraben zweigte ursprünglich einige hundert Meter bachaufwärts von der Striegis ab und versorgte einige Mühlen im Striegistal und zuletzt die Oberschönaer Grube Unverhoffter Segen Gottes (vgl. 09209087) mit Aufschlagwasser. Sollte der Thelersberger Stolln geschlämmt werden, konnte ein Schlammeintrag in den Kunstgraben mit Hilfe einer zweiten gemauerten, ca. 30 Meter langen Abzugsrösche verhindert werden, die das mittels Holzschütz umgeleitete Grubenwasser von dem gemauerten Kanal unter dem Kunstgraben hindurch direkt in die Striegis leitete. An der Mündung der Abzugsrösche überspannt eine einfache, 1840 aus Bruchstein errichtete Bogenbrücke den Striegiszulauf.

Ähnlich wie Schachthäuser dienten Stollen- und Röschenmundlöcher der Repräsentation und kennzeichnen die Zugänge zu den untertägigen bergbaulichen Anlagen und sind daher von bergbau- und ortsgeschichtlicher Bedeutung. Im Zusammenhang mit den heute noch teils wasserführenden, teils noch als Geländestufen in der Landschaft sichtbaren Kunstgräben und Röschen bleibt zudem das komplexe bergmännische Wasserhaltungssystem erfahrbar, welches Grundlage für den in immer größere Tiefen vordringenden Bergbau war. Dies gilt auch für die obertägigen Zeugnisse des bedeutendsten Wasserlösungsstollens des Brander Reviers, den Thelersberger Stolln. Hier wurde neben dem sorgfältig aus Bruchstein gemauerten Stollenmundloch auch ein aufwendigeres Kanal- und Röschensystem zur Ableitung von Grubenwasser in die nahegelegene Striegis bzw. zur Weiterleitung als Aufschlagwasser für Mühlen und Gruben mittels Kunstgraben angelegt. Damit kommt dem Kunstgraben und dem Aufschlagwasser liefernden Thelersberger Stolln auch ein Zeugniswert für die Mühlen- und Grubenanlagen abwärts der Striegis zu.